# Hôtel de Gabriac
L’hôtel de Gabriac est un hôtel particulier situé à Bourg-Saint-Andéol, dans le département de l'Ardèche.

## Histoire
Ce bâtiment fait l’objet d’une inscription au titre des monuments historiques depuis le 15 septembre 1947.